# Henri Portier
Henri Portier, né le 5 juin 1921 à Auxon (Aube) et mort le 12 juin 2009 à Troyes, est un homme politique français.

## Détail des fonctions et des mandats
Mandat parlementaire
- 2 novembre 1980 - 1er octobre 1989 : Sénateur de l'Aube